# Callithea bartletti
Callithea bartletti är en fjärilsart som beskrevs av Frederick DuCane Godman och Osbert Salvin 1878. Callithea bartletti ingår i släktet Callithea och familjen praktfjärilar. Inga underarter finns listade i Catalogue of Life.